# Porotrichum
Porotrichum är ett släkte av bladmossor. Porotrichum ingår i familjen Neckeraceae.

## Bildgalleri

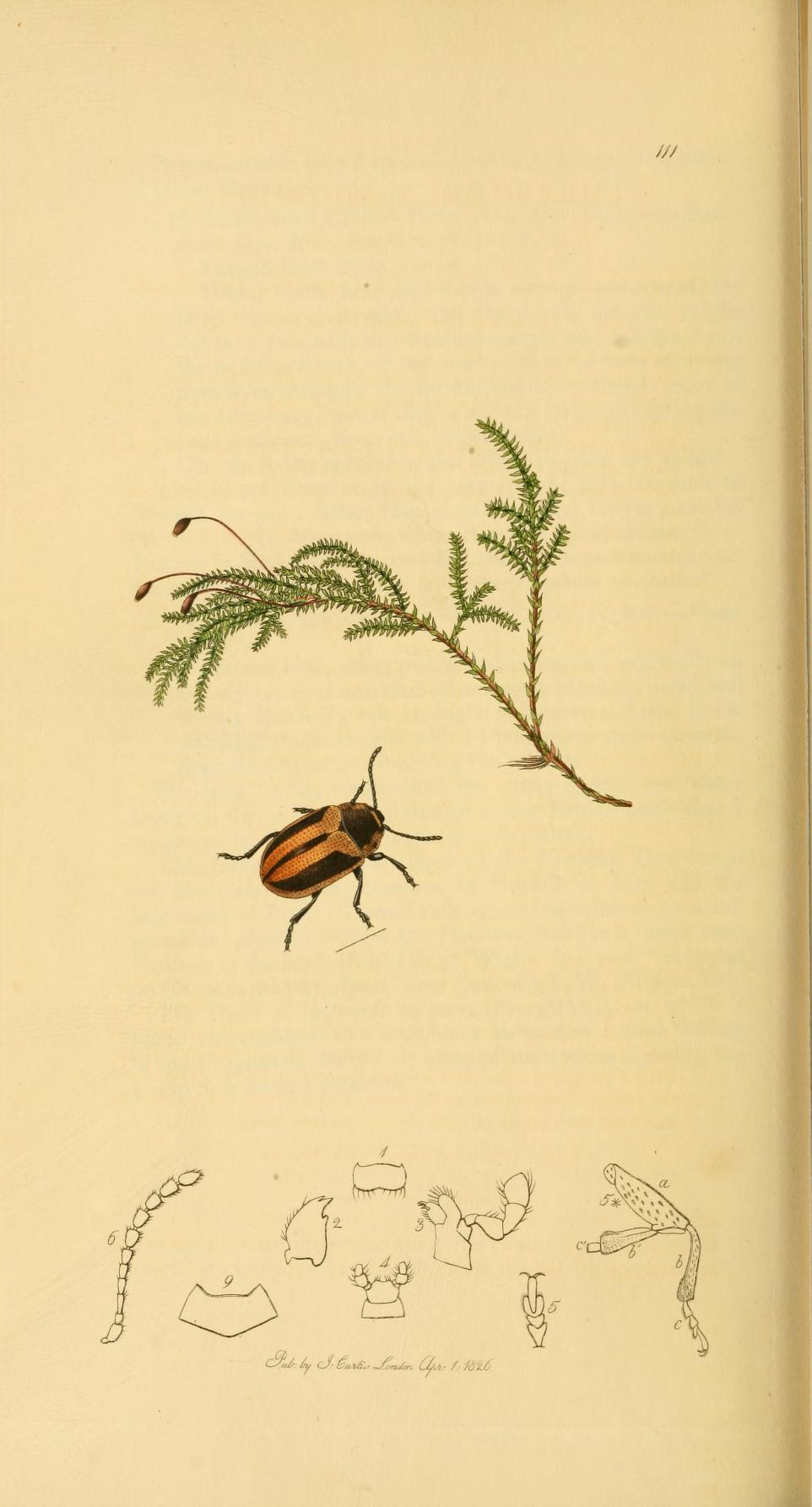

## Dottertaxa tillPorotrichum, i alfabetisk ordning[1]
- Porotrichum amboroicum
- Porotrichum atlanticum
- Porotrichum bolivianum
- Porotrichum brevifolium
- Porotrichum caesium
- Porotrichum caldense
- Porotrichum cavifolium
- Porotrichum chilense
- Porotrichum crassipes
- Porotrichum dentatum
- Porotrichum elongatum
- Porotrichum eurydictyon
- Porotrichum expansum
- Porotrichum filiferum
- Porotrichum globiglossum
- Porotrichum guatemalense
- Porotrichum korthalsianum
- Porotrichum krauseanum
- Porotrichum lancifrons
- Porotrichum liliputanum
- Porotrichum longirostre
- Porotrichum macropoma
- Porotrichum madagassum
- Porotrichum microthecium
- Porotrichum mucronulatulum
- Porotrichum mutabile
- Porotrichum pennaefrondeum
- Porotrichum plumosum
- Porotrichum pobeguinii
- Porotrichum pterops
- Porotrichum quintasii
- Porotrichum stipitatum
- Porotrichum subangustifolium
- Porotrichum subpennaeforme
- Porotrichum substriatum
- Porotrichum tenuinerve
- Porotrichum thieleanum
- Porotrichum usagarum